# Mosquée de Sheikh Jarrah
La mosquée de Sheikh Jarrah (en arabe : مسجد الشيخ الجراح) se trouve dans la partie est de Jérusalem, plus précisément dans le quartier de Cheikh Jarrah.